# Cecil Price
Pour les articles homonymes, voir Price.
Cecil Ray Price (15 avril 1938 - 6 mai 2001) est un shérif adjoint du comté de Neshoba, Mississippi qui est complice, en fonction, des meurtres de Chaney, Goodman et Schwerner en 1964. Il est membre des White Knights of the Ku Klux Klan.
Bien qu'il n'ait jamais été inculpé des meurtres, Price est reconnu coupable en octobre 1967 d'avoir violé les droits civils des trois victimes. Il est condamné à une peine de six ans de prison et purge quatre ans et demi au pénitencier fédéral de Sandstone au Minnesota. Après sa libération de prison, il retourne à Philadelphie, et occupe divers emplois. Cecil Price décède à son travail le 6 mai 2001.

## Meurtres
Dans l'après-midi du 21 juin 1964, Price stoppe un break Ford bleu sur la Mississippi Highway 19 au motif d'un excès de vitesse dans les limites de la ville de Philadelphie. À l'intérieur du break se trouvent trois militants des droits civiques: James Chaney, qui conduisait, Andrew Goodman et Michael Schwerner.
Price les arrête car ils sont soupçonnés d'avoir été impliqués dans l'incendie criminel d'une l'église et les enferme dans la prison du comté.
Pendant l'enfermement des trois militants, Price rejette leurs demandes d'appels téléphoniques et demande de répondre à quiconque demanderait des nouvelles des militants que ceux ci ne sont pas là. Ce même après-midi, Price aurait rencontré des collègues Klansmen pour déterminer les détails de la libération et des exécutions prévues le soir.
Price libère les trois hommes après le paiement de l'amende pour excès de vitesse par Chaney et les suit dans sa voiture de patrouille. À 10 h 25, Price accélère pour rattraper le break avant qu'il ne franchisse la frontière dans la sécurité relative du comté de Lauderdale.
Price ordonne aux trois militants de sortir de leur voiture et de monter dans la sienne. Il les conduit ensuite dans une zone déserte sur Rock Cut Road tout en étant suivi par deux voitures remplies d'autres Klansmen. Il les remet à ses camarades Klansmen qui battent Chaney et assassinent les trois hommes. Price retourne à Philadelphie et reprend ses fonctions d'adjoint tandis que les corps sont enterrés dans un barrage en terre en construction.
Suivant une piste, les corps des trois hommes disparus sont retrouvés sur le site du barrage le 4 août 1964. Price est invité par l'inspecteur du FBI Sullivan pour aider aux efforts de récupération des corps. Sullivan soupçonne Price d'être impliqué et souhaite observer ses réactions. L'agent du FBI, John Proctor déclare que « Price a ramassé une pelle et a creusé dedans, et n'a donné aucune indication que cela l'ennuyait ».
Price aide à escorter les trois corps vers le centre médical de l'université du Mississippi à Jackson, où les autopsies sont effectuées.

## Procès et conséquences
Après la découverte des corps, l'État du Mississippi refuse de porter des accusations de meurtre contre quiconque. Cependant, en janvier 1965, Price et dix-sept autres personnes sont inculpées dans un complot du Ku Klux Klan pour l'assassinat de trois jeunes militants des droits civiques. Les actes d'accusation sont rejetés par le tribunal de district, mais la décision est ensuite annulée en appel et les charges sont rétablies.
Le procès de Price et des autres accusés commence le 7 octobre 1967, dans United States v. Cecil Price, et al. Entre temps, Price s'est déclaré candidat au poste de shérif mais perd l'élection face à Hop Barnette, l'un de ses co-accusés. Le 21 octobre 1967, Price est reconnu coupable de complot et condamné par le juge Cox à une peine de six ans de prison. Il passe quatre ans et demi au pénitencier fédéral de Sandstone au Minnesota.
Après sa libération en 1974, Price retourne à Philadelphie où il travaille comme arpenteur, chauffeur de compagnie pétrolière et horloger dans une bijouterie. Il n'est jamais accusé du meurtre des trois hommes.
Plus tard dans sa vie, Price refuse de parler publiquement des événements de 1964 à 1967. Lors d'une interview pour le New York Times Magazine en 1977, il déclare « qu'il aimait regarder l'émission de télévision Roots ». Dans le même article, Price déclare : « nous devons accepter que les choses vont se passer ainsi et c'est tout ». Price dit également à un pasteur afro-américain s'être repenti de ses actions précédentes. Il aide Marcus Dupree, avec qui son fils Cecil Jr est ami, à obtenir un permis de conduire commercial, permettant à Dupree de retrouver un travail après sa retraite de la Ligue nationale de football,. Price meurt le 6 mai 2001, trois jours après être tombé d'un ascenseur dans un magasin de location d'équipement à Philadelphie, au Mississippi. Il meurt dans le même hôpital de Jackson où, trente-sept ans plus tôt, il avait aidé à transporter les corps des trois défenseurs des droits civils tués pour les autopsies. Au moment de la mort de Price, le procureur général du Mississippi, Mike Moore et le procureur du comté de Neshoba, Ken Turner, envisagent de porter des accusations de meurtre contre certains des accusés survivants lors du procès fédéral de 1967. Le procureur général Moore voit la mort de Price comme préjudiciable à l'enquête en cours : « s'il avait été accusé, il aurait été un accusé principal. S'il avait été témoin, il aurait été notre meilleur témoin. Quoi qu'il en soit, sa mort est un coup tragique pour notre affaire ».